# In iure cessio
In iure cessio (od łac. cedere = „ustąpić”, „odchodzić”) – w prawie rzymskim odstąpienie prawa przed pretorem, jeden ze sposobów pochodnego nabycia własności kwirytarnej.

## Geneza i przebiegin iure cessio
In iure cessio była dwustronną czynnością prawną, dokonywaną w formie pozornego procesu windykacyjnego. Wywodziła się ona z postępowania legis actio sacramento in rem, tj. procesu, którego przedmiotem było prawo o charakterze bezwzględnym (np. własność). Nabywca występujący jako pozorny powód, stwierdzał przed pretorem – na pierwszym etapie procesu (in iure) – dotykając jednocześnie nabywanego przedmiotu laską, iż dana rzecz należy do niego. Zbywający występujący jako pozorny pozwany, uznawał powództwo, potwierdzając roszczenia powoda lub milcząco się z nimi zgadzając. W konsekwencji przegrywał proces, na zasadzie confessio in iure. Nie było potrzeby kontynuowania postępowania, a pretor przyznawał „sporną” rzecz powodowi (nabywcy).

## Charakterin iure cessio
Ponieważ do dokonania in iure cessio konieczne było wszczęcie procesu legisakcyjnego, jego uczestnikami mogli być jedynie obywatele rzymscy, mający prawo uczestniczenia w takim procesie (zdolność sądową). In iure cessio była sformalizowaną czynnością prawną o charakterze abstrakcyjnym. Ponadto nie można jej było obwarować warunkiem (condicio) ani terminem (dies), gdyż należała do tzw. actus legitimi.
In iure cessio wyszła z użycia w IV w., a ostatecznie została zniesiona w kodyfikacji justyniańskiej.

## Zastosowaniein iure cessio
Za pomocą in iure cessio:
- nabywano własność kwirytarną (w szczególności na res mancipi),
- ustanawiano służebność,
- powierniczo przenoszono własność rzeczy,
- dokonywano darowizny,
- wyzwalano niewolników (manumissio vindicta),
- dokonywano adopcji,
- odstępowano spadek (in iure cessio hereditatis).